# Річки (Яворівський район)
Річки — колишнє село у Яворівському районі. Відселене у зв'язку з утворенням Яворівського військового полігону. Поруч знаходяться колишні села Баніти, Лютова, Микіщаки, Калили, Велика Вишенька, Старий Двір, Під Лугом, озеро Малюшевське.